# رجب ایودیک ۶
رجب ایودیک ۶ (به ترکی استانبولی: Recep İvedik 6) یک فیلم کمدی محصول سال ۲۰۱٩ سینمای ترکیه به کارگردانی توگان گوکباکار با بازی شاهان گوکباکار و نورالله چلبی است. این ششمین فیلم از مجموعه فیلم‌های رجب محسوب می‌شود.

## بازیگران
- شاهان گوکباکار در نقش رجب ایودیک
- نورالله چلبی در نقش نورالله
- سومر کاروان در نقش لیدر تور مسافرتی
- فورکان بایراکتار در نقش فاضل
- موصطافا دوک در نقش تفو

## خلاصه داستان
برای رجب دعوتنامه‌ای از شهر قونیه می‌آید که به مسابقه‌ای دعوت می‌شود. رجب تصمیم می‌گیرد به همراه نورالله به مسابقه به این شهر برود اما اشتباهی پیش می‌آید که به کشور کنیا می‌رود و این دو دوست در جزیره آدم‌خوارها گیر می‌افتند و رجب خود را به اسم کس دیگری به نام سوکاچو که برای آدم‌خوارها مردی مقدس است معرفی می‌کند و نورالله را هم حیوان انسان نمای خود طبق افسانه‌های سوکاچو معرفی می‌کند.

## تولید
فیلمبرداری اصلی فیلم در ۳ سپتامبر ۲۰۱۸ آغاز شد. اعلام شد که بخشی از تصاویر در جنگل لونگوز در منطقه قراجه‌بی، استان بورسا صورت خواهد گرفت. شاهان گوکباکار در مصاحبه‌ای گفته‌است که ساخت این فیلم بدون کمک بهترین دوستش دنیز اونال غیرممکن بود. او در ایجاد طرح نقش اساسی داشته‌است.